# Lotniskowce typu Unryū
Lotniskowce typu Unryū (jap. 雲龍型航空母艦 Unryū-gata kōkūbokan) – japońskie lotniskowce z okresu II wojny światowej.

## Historia
W 1941 w ramach rządowego programu budowy okrętów wojennych zostało zamówionych 6 lotniskowców ulepszonego typu Sōryū. W 1942 zdecydowano o zamówieniu kolejnych 10 okrętów tego typu. Program ten przekraczał możliwości japońskiego przemysłu stoczniowego. Zamówienia 9 jednostek zostały anulowane w 1943. Z sześciu budowanych okrętów tylko trzy ukończono i wcielono do służby przed końcem wojny, pozostałe trzy nigdy nie zostały ukończone.

## Okręty
| Podtyp | Nr           | Okręt                 | Zwodowany            | Los |
| ------ | ------------ | --------------------- | -------------------- | --- |
| Unryū  | 302          | Unryū (jap. 雲龍)     | 25 września 1943     | Zatopiony 9 września 1944 przez okręt podwodny USS Redfish.                                                          |
| Unryū  | 5001         | Amagi (jap. 天城)     | 15 października 1943 | Zatopiony 28 lipca 1945 podczas bombardowania Kure.                                                                  |
| Unryū  | 5002         | Kurama (jap. 鞍馬)    |                      | Zamówienie anulowano w 1943. Pieniądze i materiały zużyte do budowy lotniskowca „Shinano”.                           |
| Unryū  | 5003         | Katsuragi (jap. 葛城) | 19 stycznia 1944     | Złomowany od 22 grudnia 1946.                                                                                        |
| Unryū  | 5004         | Kasagi (jap. [笠置)   | 19 października 1944 | Ukończony na koniec wojny w 85%. Złomowany od 1 września 1946.                                                       |
| Unryū  | 5005         |                       |                      | Zamówienie anulowano w 1943. Pieniądze i materiały zużyte do budowy lotniskowca „Shinano”.                           |
| Unryū  | 5006         | Aso (jap. 阿蘇)       | 1 listopada 1944     | Ukończony na koniec wojny w 65%. Zatopiony jako okręt-cel w pobliżu Kure w lipcu 1945. Złomowany od 21 grudnia 1946. |
| Ikoma  | 5007         | Ikoma (jap. 生駒)     | 17 listopada 1944    | Ukończony na koniec wojny w 60%. Złomowany od 4 czerwca 1946.                                                        |
| Ikoma  | 5008 do 5015 |                       |                      | Zamówienia anulowano w 1943.                                                                                         |